# Río Carson
El río Carson (en inglés: Carson River; en washo: Watahshemu) es un río del Oeste de Estados Unidos que discurre por la parte noroccidental del estado de Nevada, en el centro de la región Lahontan, y que desemboca en el sumidero Carson (Carson Sink), una cuenca endorreica. El tronco principal del río tiene 211 km de longitud, aunque si se considera con la fuente más lejana, la del ramal Este (East Fork) que nace en California, alcanza los 330 km. Administrativamente, atraviesa cinco condados: Alpine, en California, y Douglas, Storey, Lyon y Churchill, en Nevada, así como la municipalidad consolidada de Carson City.
El río honra la memoria de Kit Carson, que en el invierno de 1844 guio a la expedición de John C. Frémont hacia el Oeste remontando el valle del Carson y cruzando Sierra Nevada a través del Carson Pass (2613 m).

## Historia
Los hallazgos arqueológicos encontrados sitúan la frontera oriental del prehistórico pueblo martis en el área Reno/río Carson, aparentemente los primeros seres humanos que entraron en la zona hace unos 12.000 años. A principios de la década de 1800, los paiute del Norte vivían cerca de la cuenca inferior del Carson y en el área del presente refugio salvaje nacional Stillwater (Stillwater National Wildlife Refuge), establecido en 1949, mientras que los indios washoe moraban en la región de la cuenca superior.
Peter Skene Ogden, al frente de una expedición en busca de pieles de la Hudson's Bay Company a la boca del río Humboldt en la temporada 1828-1829, entró en el río en 1829 y lo encontró lleno de castores. Fue ampliamente trampeado en años siguientes hasta la extinción.

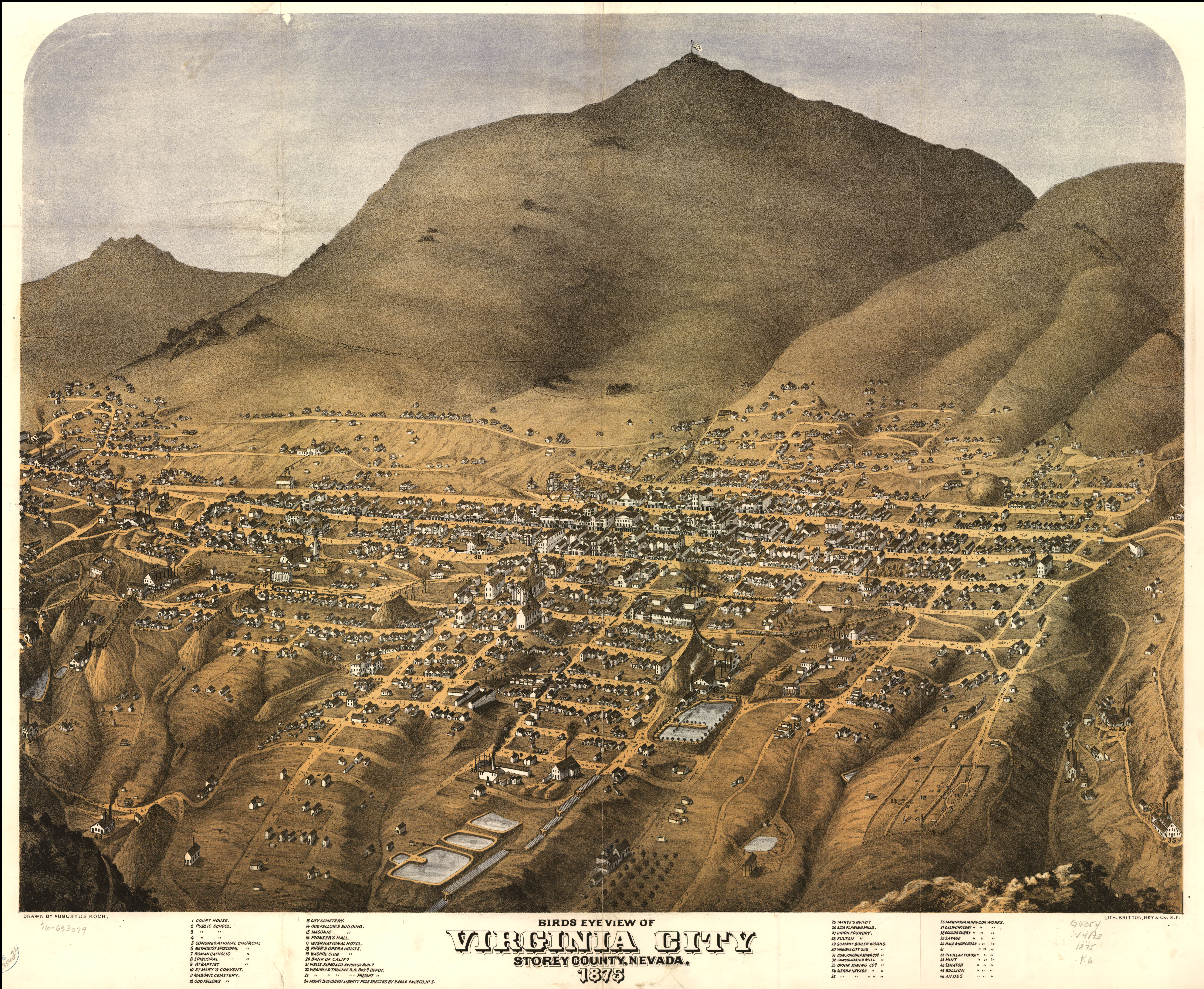
Virginia City (Nevada) en 1875, cuando llegó a tener más de 25000 hab. en la fiebre de la minería de plata.

Los primeros asentamientos europeos en Nevada fueron los asentamientos de 1851 en Mormon Station (ahora Genoa, 939 hab. en 2011) y en la desembocadura del Gold Canyon (Dayton, 8964 hab.), ambos en la cuenca del río Carson. En las décadas de 1850 y 1860, el valle del río fue utilizado por la ruta Carson (Carson Trail), un ramal de la ruta de California que permitía el acceso a los campos de oro de California, así como por el Pony Express. El oro fue descubierto a lo largo del río en el distrito minero de Silver Mountain en 1860. En 1868 el ferrocarril Virginia y Truckee transportaba el mineral hasta las minas de reducción de cuarzo a lo largo del río. Virginia City (Nevada) (855 hab.), en la cuenca baja, fue en 1859 el lugar donde se dio la mayor fiebre de plata del mundo, la de la veta Comstock, y llegó a tener más de 25 000 hab.. El valle del Carson proporcionó alimentos y forraje para los mineros de plata y su ganado. El auge de la minería en Comstock afectó críticamente a la cuenca y la calidad del agua al provocar la deforestación de las laderas, los relaves de las minas y el aterrazamiento de riberas por encima de los canales cortados en el fondo del valle, en muchos lugares.
En 1902 fue aprobada la «Ley de Recuperación Newlands» (Newlands Reclamation Act) para llevar agua de riego a la región para la agricultura. La presa Lahontan, completada en 1914, fue construida como parte del Proyecto de Riego Newlands. El Distrito de Riego Truckee-Carson se formó en 1918 como parte del proyecto para desviar agua del río Truckee al valle del Carson para usos agrícolas.
En 1989, el ramal Este del río Carson (East Fork Carson River) fue designado como un "Wild and Scenic River" por el Estado de California, desde el Puente Hangman's [del verdugo], justo al este de Markleeville (California), California, hasta la frontera CA/NV, prohíbiendo cualquier consideración adicional de embalses.

## Geografía

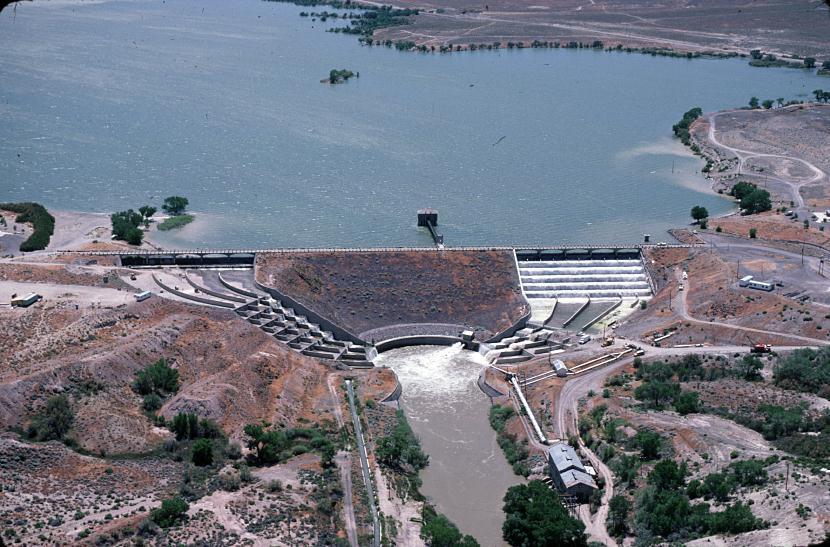
La presa Lahontan en el río Carson.

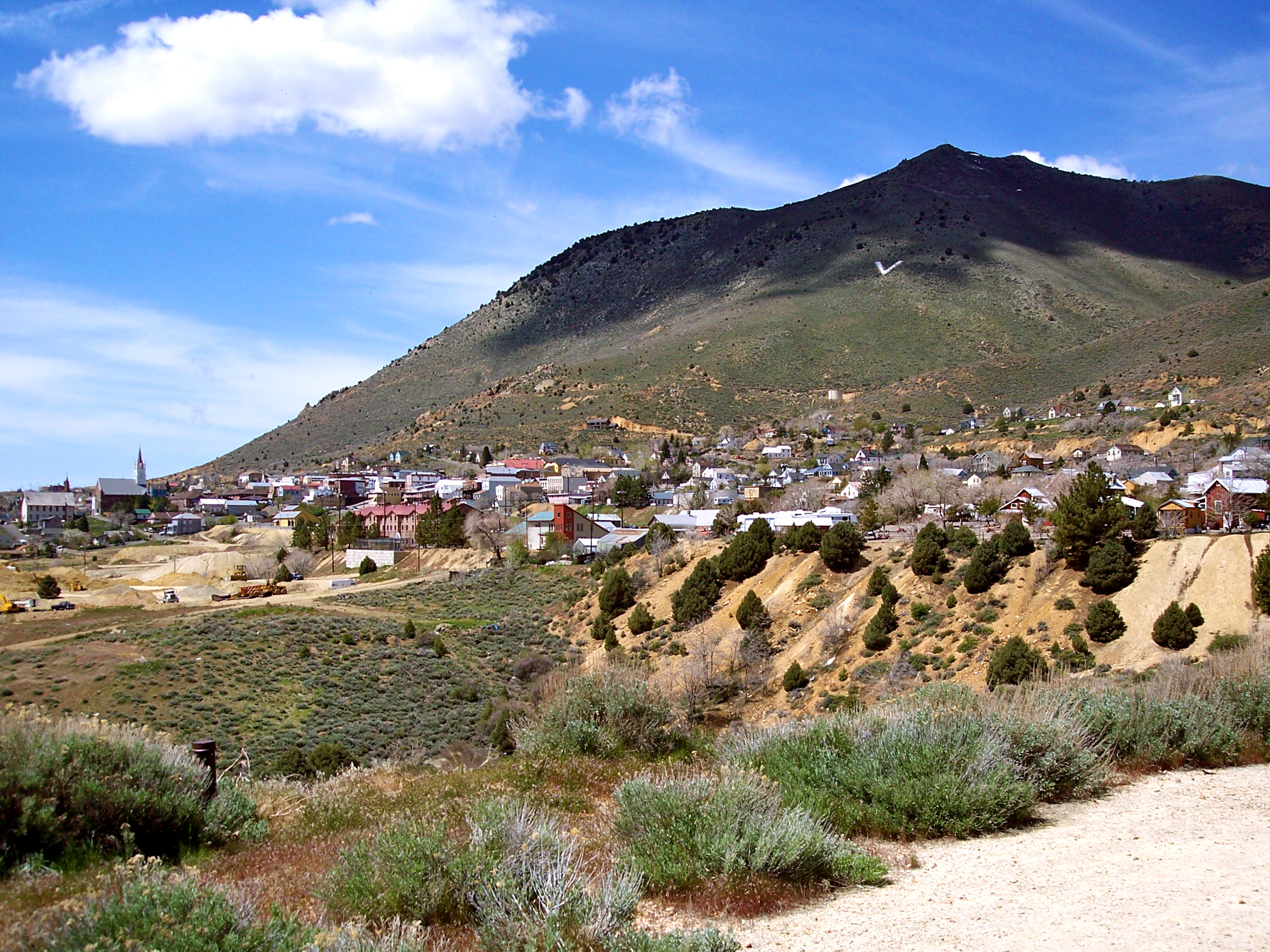
La ahora pequeña localidad de Virginia City (Nevada)

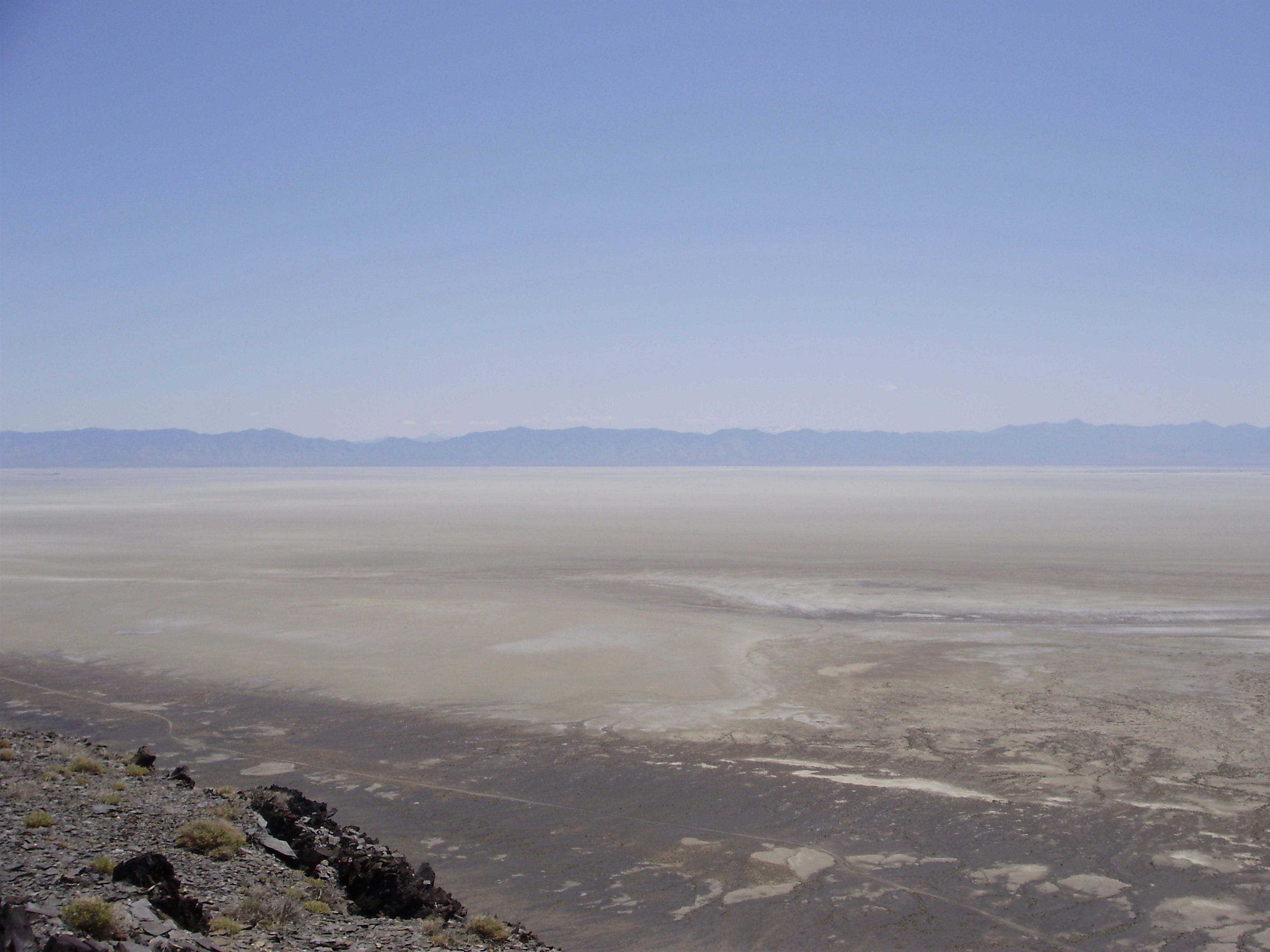
La playa de Carson Sink vista desde el pico Topog, en la cordillera Carson, al sureste

Los 330 km del río Carson comprenden una cuenca de 10 270 km² e incluyen dos ramales principales de la cuenca superior que nacen en la Sierra Nevada. El ramal Este (East Fork Carson River), de 119 km de largo, nace en las laderas norte del pico Sonora (el mismo justo al norte de Sonora Pass a unos 3200 m en el sur del condado de Alpine, al sureste de Markleeville (210 hab.) en el Carson-Iceberg Wilderness (establecido en 1984). El ramal Oeste (West Fork Carson River) de 64 km nace en las Sierras cerca de Carson Pass y los lagos Lost, a 2700 m de altitud y corre al noreste en Nevada, uniéndose al ramal Este a unos 1,6 km al sureste de Genoa. El río Carson luego fluye hacia el norte 29 km hasta el final de la cuenca superior en la presa Mexican justo al sureste de Carson City. En la cuenca media, desde Carson City, el río discurre al noreste a través del condado de Lyon, pasando por Dayton. La cuenca media termina en el este del condado de Churchill en la presa Lahontan, una presa construida en 1915 y que da lugar al embalse del lago Lahontan (40 km²) para el riego y la generación de energía hidroeléctrica. Aguas abajo de la presa, ya en la cuenca inferior, el río corre al este pasado Fallon, luego hacia el noreste hasta el Carson Sink.
El arroyo Clear, que comienza a unos 2680 m en el pico Snow Valley (en el bosque nacional Toiyabe, en la cordillera Carson) al oeste de Carson City, es el único afluente perenne del cauce principal del río Carson, y está protegido por la Conservación de la Naturaleza.

## Ecología
En la parte baja de la cuenca del río Carson, el refugio salvaje nacional Stillwater (Stillwater National Wildlife Refuge) alberga grandes colonias de cría de ibis de cara blanca y es frecuentado, no con fines reproductivos, por pelícanos blancos americanos. En invierno el refugio soporta la invernada de cisnes de tundra, así como da albergue a patos y gansos.
La cuenca alta del río Carson proporciona hábitat para la amenazada trucha degollada Lahontan, así como grandes poblaciones no nativas de trucha arco iris y trucha común, que proporcionan una excelente pesca con mosca. La trucha degollada Lahontan se ve amenazada por la hibridación con la trucha arco iris, pero hay una cepa pura de Lahontan en 8,0 km del ramal Este del Carson, desde las cabeceras hasta Carson Falls. También hay una población nativa única de trucha paiute en la cuenca del arroyo Silver King, un afluente del ramal Este en el Carson Ranger District del Bosque Nacional Humboldt-Toiyabe.
El castor de Norteamérica fue reintroducido en la cuenca del río Carson alrededor de 1940 y ha prosperado desde entonces. Hay testimonios de castor en la parte alta del río Carson a través de 1892. Los washo que vivían en la Sierra oriental con motivos de caza se extendieron hacia el oeste hasta el condado de Calaveras (CA), tienen una palabra para castor, c'imhélhel. Powers informó que los paiute del Norte envolvían su pelo conn tiras de piel de castor, hacían medicina con partes del castor y que su creación legendaria incluía al castor, al que llamaron su-i'-tu-ti-kut'-teh. Dada la conexión hidrológica del río Humboldt y el Carson Sink durante los años de inundaciones (recientemente, en 1998), no es de extrañar que los castores estuvieran históricamente presentes en los cursos de agua del este de la Sierra Peter Skene Ogden, en una expedición de la Hudson's Bay Company a la boca del río Humboldt, el 15 de mayo de 1829 escribió en su diario: «En ninguna parte he encontrado tan abundante el castor. El número total de tramperos estadounidenses en esta región en este momento supera los 80. Yo solo tengo 28 tramperos... Los tramperos ahora promedian 125 castores por hombre y están muy contentos con su éxito». James "Grizzly" Adams trampeo castores en el río Carson alrededor de 1860: «Por la noche cogimos un montón de salmón-truchas (truchas), utilizando saltamontes como cebo, y en la noche matamos media docena de castores, que eran muy mansos». El relato de Adams es coherente con un artículo de prensa de 1906 en el Nevada State Journal sobre que el valle de Mason del cercano río Walker en Yerington, Nevada, era bien conocido por «los primeros tramperos y cazadores de piel... Kit Carson conocía esto hasta el hueso... Los castores del curso fueron todos atrapados hace mucho tiempo, y nunca puedes ver un alce en la actualidad...».

## Usos recreativos
El río Carson es una corriente de la trucha trofeo.
El senderismo por zonas agrestes se puede practicar a lo largo del curso superior del río en el Carson-Iceberg Wilderness. Los kayakistas y rafters disfrutan de los suaves rápidos de la clase II en el curso más bajo del río, así como sus paisajes excepcionales y las aguas termales en manantiales al lado del río. El East Carson tiene muchos valores culturales de los nativos americanos relacionados con la tribu de los washoe. La cuenca también es un espacio recreativo para la práctica del ciclismo de montaña, el off-road, la caza y los paseos a caballo. El desarrollo a lo largo del río en Douglas, Carson City, y el condado de Lyon ha limitado el acceso público en algunas zonas.